# Cal Ventura
Cal Ventura és una casa de Rocafort de Vallbona, al municipi de Sant Martí de Riucorb (Urgell), inclosa a l'Inventari del Patrimoni Arquitectònic de Catalunya.

## Descripció
És una casa situada en un desnivell salvat per unes escales que comuniquen els dos carrers als que dona la casa. La façana principal que dona al carrer de l'església consta de dues plantes. A la planta baixa hi ha la porta, allindada. Damunt la llinda hi ha un arc de mig punt dovellat, vestigi de l'antiga obertura. A la segona planta s'observen tres finestres quadrangulars amb cornisa.
La façana que dona al carrer de la font té una galeria situada a uns 9 m d'alçada. Aquesta galeria consta de tres arcs de mig punt suportats per columnes amb capitells llisos, fust bombat i base quadrada que s'assenta sobre un alt sòcol de pedra. Hi ha una politja que serveix per extreure aigua d'una profunda cisterna feta amb grans lloses de pedra que arriba fins als baixos de la casa.